# کوس مازدیک
کوس مازدیک (انگلیسی: Koos Maasdijk؛ زادهٔ ۱۹ سپتامبر ۱۹۶۸) قایقران روئینگ اهل هلند بود.